# Ebel Rabbati
Ebel Rabbati (hebr. אבל רבתי, deutsch etwa: der große [Traktat] über die Trauer) ist ein so genannter außerkanonischer Traktat des babylonischen Talmuds und wird gewöhnlich in dessen Anhang hinter der Ordnung Nesiqin abgedruckt.
Er entstand in der Zeit nach etwa 300 und beschreibt in 14 Kapiteln Halachot und Gebräuche gegenüber Sterbenden, Selbstmördern und Hingerichteten, Trauer- und Begräbnisbräuche, aufgelockert durch viele Beispielerzählungen.
Euphemistisch wird dieser Traktat (bei Raschi u. a.) auch Semachot ("Freuden") genannt. 